# Râul Valea Satului, Talna
Râul Valea Satului, Talna este un curs de apă care este un afluent de dreapta al râului Talna din județul Satu Mare, România.